# Trzebiechów (gemeente)
De gemeente Trzebiechów is een landgemeente in het Poolse woiwodschap Lubusz, in powiat Zielonogórski.
De zetel van de gemeente is in Trzebiechów.
Op 30 juni 2004 telde de gemeente 3268 inwoners.

## Oppervlakte gegevens
In 2002 bedroeg de totale oppervlakte van gemeente Trzebiechów 80,99 km², waarvan:
- agrarisch gebied: 60%
- bossen: 25%

De gemeente beslaat 5,16% van de totale oppervlakte van de powiat.

## Demografie
Stand op 30 juni 2004:
| Omschrijving                   | Totaal | Totaal | Vrouwen | Vrouwen | Mannen | Mannen |
| ------------------------------ | ------ | ------ | ------- | ------- | ------ | ------ |
| eenheid                        | aantal | %      | aantal  | %       | aantal | %      |
| inwoners                       | 3268   | 100    | 1621    | 49,6    | 1647   | 50,4   |
| bevolkingsdichtheid (inw./km²) | 40,4   | 40,4   | 20      | 20      | 20,3   | 20,3   |

In 2002 bedroeg het gemiddelde inkomen per inwoner 1346,36 zł.

## Administratieve plaatsen (sołectwo)
Borek, Gębice, Głuchów, Ledno-Głęboka, Mieszkowo, Ostrzyce, Radowice, Swarzynice, Trzebiechów.
Zonder de status sołectwo : Podlegórz, Sadowo.

## Aangrenzende gemeenten
Bojadła, Kargowa, Sulechów, Zabór, Zielona Góra